# Idrissa Sanou
Idrissa Sanou (* 12. Juni 1977) ist ein burkinischer Sprinter, der sich auf den 100-Meter-Lauf spezialisiert hat.
2002 wurde er französischer Meister im 100-Meter-Lauf. Über dieselbe Distanz gewann er bei den Leichtathletik-Afrikameisterschaften 2002 in Radès die Bronzemedaille und bei den Leichtathletik-Afrikameisterschaften 2004 in Brazzaville die Silbermedaille. 2005 siegte er bei den Spielen der Frankophonie in Niamey.
Sanou nahm dreimal an Olympischen Spielen teil. Sein bestes Resultat war der Einzug in die Viertelfinalrunde bei den Olympischen Spielen 2004 in Athen. Bei seinen fünf Teilnahmen an Leichtathletik-Weltmeisterschaften seit 2001 kam er nur 2005 in Helsinki über die erste Qualifikationsrunde hinaus.
Idrissa Sanou ist 1,83 m groß und hat ein Wettkampfgewicht von 80 kg. Sein älterer Bruder Olivier Sanou war im Hochsprung und im Dreisprung erfolgreich.

## Bestleistungen
- 100 m: 10,14 s, 13. Juli 2002, Saint-Etienne
- 200 m: 20,76 s, Bamako
- 60 m (Halle): 6,76 s, 26. Januar 2008, Mondeville